# 에어리얼 유니코드 MS
에어리얼 유니코드 MS(Arial Unicode MS)는 에어리얼의 후속 버전이다.

## 역사
에어리얼은 1982년 만들어졌고 1990년에 배포되었다. 그 후속작인 에어리얼 유니코드 MS는 1993년부터 1999년까지 개발되어 1998년에 배포되었다.

### 버전
배포 이후 이 글꼴의 0.84 버전은 1999년에 마이크로소프트 오피스 2000과 함께 배급되었다. 이 버전은 51180개의 문자를 포함하고 있었다. 후에 나온 버전 0.86 역시 0.84와 같은 개수의 문자를 포함했다. 다음 버전인 1.00과 1.01 버전은 2001년 마이크로소프트 오피스 2002와 함께 배급되었다. 이 버전은 50377개의 문자를 지원하고 있었다.